# Dunleer

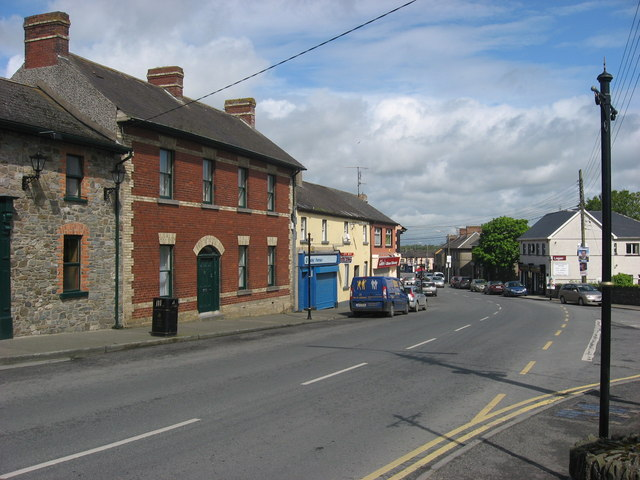
Upper Main Street

Dunleer (en irlandés: Dun Leire) es una localidad situada en el condado de Louth, en la provincia de Leinster (República de Irlanda). Según el censo de 2016, tiene una población de 1822 habitantes.
Está ubicada a medio camino entre Dundalk y Drogheda, en el cruce de las carreteras regionales R132, R169 y R170.
Se encuentra ubicada al noreste del país, cerca de la frontera con Irlanda del Norte y de la costa del mar de Irlanda.

## Demografía
La población de Dunleer creció de 1.104 a 1.822 habitantes entre los años 1991 a 2016.
La proximidad de Dunleer a Drogheda, Dundalk y Ardee y su ubicación como encrucijada en el principal corredor económico Norte-Sur han hecho que esta aldea, una vez rural, se convierta en una ciudad.

## Educación
La ciudad tiene tres escuelas nacionales (primaria) mixtas.